# Игерет Тейман
«Игерет Тейман» (от ивр. אגרת תימן‎, араб. الرسالة اليمنية‎), также «Йе́менское посла́ние» — важное сообщение, написанное Маймонидом и отправленое йеменским евреям. Письмо было написано на арабском языке в 1173—1174 годах.
Послание было ответом на жестокие гонения, которые обрушились на йеменских евреев и вынудили многих из них принять ислам, а иных уповать на явление Мессии; лидеры йеменской общины обратились за помощью к Маймониду. Один из лидеров еврейской общины в Йемене, Яаков бен Натанаэль, сын прославленного Натанаэля аль-Файюми, выразил свои опасения в письме, которое он отправил находившемуся в Египте Маймониду. Яаков предположил, что за эти события могло быть ответственно влияние звёзд, на что Маймонид ответил, что следует выбросить из своего сердца тщетную идею о том, что человек может определять влияние созвездий, однако дал евреям Йемена советы о том, как им следует поступать в отношении претендента на мессианскую роль, чтобы спастись от пагубного влияния. 
В письме Маймонид однозначно выражает своё отрицательное отношение к Иисусу из Назарета и христианству, а также к исламу и его основателю Мухамаду.
Целью «послания» было ободрить йеменских евреев в час беды, укрепить веру в приход Мессии и остановить опасное мессианское движение, зародившееся в Йемене — некий человек, утверждавший, что он иудейский мессия, начал проповедовать синкретическую религию, сочетавшую ислам и иудаизм (Хаггай Мазуз полагал, что этим неназванным самозванцем был Самуил Марокканский, автор «Опровержения евреев»).
В частности, Маймонид утверждает, что человек, провозгласивший себя Мессией — психически нездоров, и его последователи просто не понимают, кто такой Мессия на самом деле.
В йеменском послании излагаются основные идеи маймонидовского мессианского учения, в частности запрет на вычисление начала мессианской эры.
Кроме того, Маймонид обратился к султану Египта Салах ад-Дину, у которого он работал придворным врачом, с ходатайством о прекращении преследований евреев в Йемене. Ему это удалось, и он заслужил особенное уважение евреев йеменской общины.